# Bruno Leonardi
Bruno Leonardi (Trento, 16 marzo 1964) è un ex bobbista italiano.

## Biografia
Atleta di Civezzano, attivo tra la metà degli anni ottanta e la metà degli anni novanta, ha iniziato nell'atletica leggera nelle discipline veloci, disputando diverse gare a carattere nazionale ed internazionale con un primato personale di 10"70 nei 100m.
Entrato nel Gruppo Sportivo delle Fiamme Gialle di Predazzo, inizia la carriera da bobbista durante la quale partecipa alle Olimpiadi di Albertville del 1992, conquista 5 titoli italiani, un 1° ed un 2º posto in gare di Coppa Europa nel 1993, un 6º posto ai mondiali di bob a 4 di Cortina nel 1989 e due quinti posti in gare di Coppa del Mondo.
Principalmente per causa di un infortunio avvenuto durante la stagione 1992/93, nella stagione successiva annuncia il ritiro, continuando così a lavorare come agente della Guardia di Finanza.